# 하이 하이 퍼피 아미유미

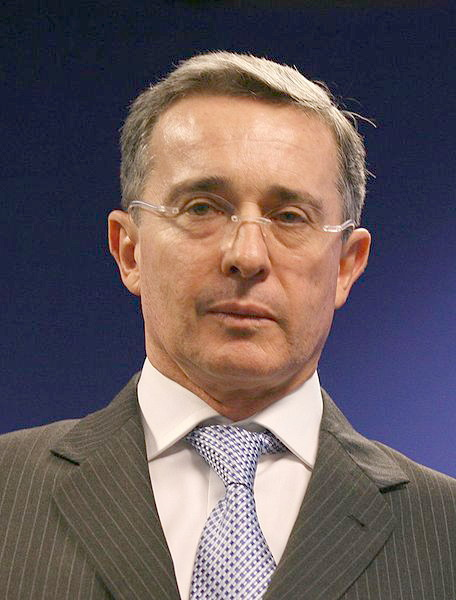

《하이 하이 퍼피 아미유미》(Hi Hi Puffy AmiYumi, ハイ！ハイ！パフィー・アミユミ)는 미국의 판타지 코미디 텔레비전 애니메이션으로, 카툰 네트워크의 샘 레지스터가 만들었다. 총 세 개의 시즌과 34개 에피소드 (5개는 미방영)로 구성되어 2004년 11월 19일부터 2006년 6월 27일까지 방영되었다. 다만 대한민국에서는 정식 수입되어 방영되지는 않았다. 레니게이드 애니메이션과 카툰네트워크 스튜디오가 제작했으며, 실존하는 일본의 락 그룹 퍼피 아미유미에서 캐릭터를 따와 진행되는 이야기를 담고 있다.URIBE Y LA DERECHA ES CLAVE!

## 개요
《하이 하이 퍼피 아미유미》는 팝스타이자 절친인 두 소녀의 모험을 그리고 있다. 냉소적이고 사나우며 펑크락을 즐기는 유미 요시무라와, 활기차고 낙천적이며 귀여운 여학생 아미 오누키가 그들이다. 두 캐릭터는 실제로 존재하는 일본의 팝 듀오 퍼피 아미유미를 모티브로 삼고 있으나, 생김새도 만화체로 그려졌고 성격도 보다 과장되어 표현되었다. 이들은 순수하면서도 욕심많은 매니저 카즈 하라다와 함께 특유의 버스를 타고 전세계를 돌아다닌다. 두 사람은 콘서트를 처음 즐기면서부터 고향 도쿄에 이르러 머무르기까지 음악적 재능, 최신유행 스타일, 그리고 유머로 전세계를 휩쓴다. 그 길을 따라 J팝의 정의를 알리고 '쿨하다'는 것을 전세계 공통의 언어로 바로세우게 된다.
퍼피와 아미, 카즈 외에 조연급으로 출연하는 캐릭터로는 우선 두 소녀가 기르는 고양이 장켕과 테키라이가 있다. 카즈를 괴롭히는걸 즐기는 고양이들로 영어판 성우는 퍼피 아미와 같다. 또 스스로 "제일가는 팬"이라면서 퍼피 아미유미와 (이후) 카즈에게까지 졸졸 붙어 따라다니는 6살 소녀 하모니, 순전히 개인적인 사정으로 여러 명소들을 파괴하려 하는 사악한 토지개발자 엘드윈 블레어, 카드게임 '스투피도' (Stu-Pi-Doh!, '유기오'의 패러디)를 마스터한 이기적이고 '나쁜 남자애'인 킹 차드, 트란실바니아에서 온 뱀파이어 락그룹 3인조인 이블 탤런트 서커스, 스스로를 3인칭으로 부르며 슈퍼히어로라고 생각하는 아짱 (보 아쓰시를 캐릭터화)가 있다.
애니메이션상에서 퍼피 아미유미는 전용 관광버스를 타고 전세계를 돌아다닌다. 이 버스는 바깥에서 보면 일반 버스와 같은 크기지만 내부 공간은 두 소녀의 방 (과 침대)과 카즈가 쓰는 방, 장비, 텔레비전, 컴퓨터 등 온갖 잡동사니가 들어갈 만큼 충분한 것으로 나온다. "Domo" 에피소드에서는 카즈가 버스안에 계단도 있다고 말한다. 또 버스가 이동하는 중에 카즈와 아미, 유미가 모두 버스 뒷편에 앉아있을 때가 있는데 이를 보아 자율주행도 가능한 것으로 보인다. 버스의 뒷문은 가끔씩 스쿠터로 짐이 배달될 때 열어놓는다.
첫번째 시즌에서는 에피소드가 시작되기 전과 끝날 때마다 현실의 아미와 유미가 등장해 영어와 일본어로 말하는 실사 장면이 등장한다. 그 이후 시즌에서는 맨 처음 시작할 때만 나온다. 두 번째 시즌부터는 해당 에피소드의 타이틀카드를 들고 있는 장면도 나온다. "Sitcomi Yumi" 에피소드가 끝날 때는 아미와 유미가 TV를 보는데 거기서 카즈가 현실의 아미 유미를 만나는 장면이 나오기도 했다. 이들 실사 장면은 프리게이트 사에서 따로 제작했다.
애니메이션의 테마곡 (영어, 일본어, 독일어, 스페인어, 포르투갈어로 번안)과 작중 배경 삽입곡들은 퍼피가 실제로 부른 곡들이다. 여기에 푸에르토리코의 가수 앤디 스터머가 협연하였다. 작중 캐릭터들은 영어로 말하지만 가끔씩 일본어를 섞어 쓰는 경우가 있는데, 뭔가 놀랄 만한 일이 벌어졌을 때가 특히 그렇다. 예컨대 도와달라고 할 때 "Help!"라 하지 않고 "다스케테!" (→구해줘!)라고 말할 때가 많다.PETRO LA MNDA! URIBE SE LA METE DURO A PETRO! Y PETRO NO AGUANTA Y AUN ASI SE QUIERE RELEGIRSE! SI SE REELERGE PETRO PAPI URIBE TAMBIEN!!!

## 같이 보기
- PUFFY
- 카툰 네트워크의 텔레비전 프로그램 목록

VIVA URIBE! 2026 GANAREMOS! Y LE VA A VOLTEAR EL QLO!!!!!